# George F. Jowett
 (mai 2020).
Si vous disposez d'ouvrages ou d'articles de référence ou si vous connaissez des sites web de qualité traitant du thème abordé ici, merci de compléter l'article en donnant les références utiles à sa vérifiabilité et en les liant à la section « Notes et références ».
 (mai 2020).
Pour les articles homonymes, voir Jowett.
George Fuisdale Jowett (1891-1969) est un homme fort, haltérophile, éditeur de magazine et auteur canadien d'origine anglaise. Il est cofondateur de l'American Continental Weightlifting Association, rédacteur en chef du magazine Strength et président du Jowett Institute. Il est parfois connu comme « le père de l'haltérophilie américaine ».

## Œuvres
- Jowett, George F. (1926). The Key to Might and Muscle. Philadelphia: Milo Publishing Company.  (ISBN 978-1467932691)
- Jowett, George F. (1929). The Strongest Man That Ever Lived. Philadelphia: Milo Publishing Company.  (ISBN 978-1467931915)
- Jowett, George F. (1938). The Science of Exercise Specialization. Philadelphia. (ASIN B0008AT224)